# همپتون بیز (نیویورک)
همپتون بیز (به انگلیسی: Hampton Bays) یک منطقهٔ مسکونی در ایالات متحده آمریکا است که در شهرستان سافک، نیویورک واقع شده‌است. همپتون بیز ۴۷٫۰ کیلومتر مربع مساحت و ۱۳٬۶۰۳ نفر جمعیت دارد و ۱۰ متر بالاتر از سطح دریا واقع شده‌است.